# جورج نيسن
جورج نيسن (بالإنجليزية: George Nissen)‏ هو لاعب جمباز فني ومخترع أمريكي، ولد في 3 فبراير 1914 في آيوا في الولايات المتحدة، وتوفي في 7 أبريل 2010 في سان دييغو في الولايات المتحدة بسبب ذات الرئة.